# クルト・シューマッハー
クルト・エルンスト・カール・シューマッハー （ドイツ語: Kurt Ernst Carl Schumacher, 1895年10月13日 - 1952年8月20日）は、ドイツの政治家。 
第二次世界大戦後の西ドイツで、ドイツ社会民主党 (SPD) の再建を指導した。ドイツ民主共和国（東ドイツ）の支配政党であるドイツ社会主義統一党 (SED) との協調を峻拒して、強烈なカリスマ性で SPD を率い、コンラート・アデナウアー首相と共に戦後西ドイツ政治の方向性を決定付けた立役者と評価されている。 

## 経歴

### 生い立ち

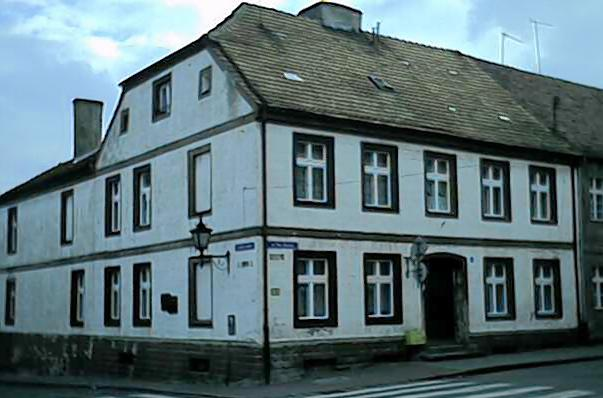
今も残るシューマッハーの生家

小企業家の息子として、西プロイセンのクルム（現在のポーランド領ヘウムノ）で出生。父は事業には成功していなかったが政治活動に熱心で、リベラル政党の市議会議員も務めており、シューマッハーに影響を与えた。クルムの住民はポーランド人が過半数を占め、シューマッハーの級友の多くもポーランド人であったが、学校でポーランド語を使用することは禁じられていた。こうした環境がシューマッハーの世界観形成に影響し、少年時代にはエドゥアルト・ベルンシュタインの論文を読み、教条主義的共産主義、マルクス主義の脅威を認識していた。
1914年に第一次世界大戦が勃発すると、開戦の翌日に学校を仮卒業し軍に志願して従軍。これは故郷が敵国ロシアとの国境から30 kmしか離れていないことも関係していた。この年12月にポーランドのウォヴィチ付近の戦闘で負傷、右腕を切断した。さらに赤痢に罹り、身長185 cmの彼の体重は72 kgから45 kgにまで減少した。戦後、故郷クルムは独立した新生ポーランド国家に編入されたが、彼の一族はドイツに移住する者と町に残る者に別れ、そのときクルムの行政裁判所に勤めていたシューマッハーはそのありさまを目の当たりにすることになった。

### 政治への道・投獄

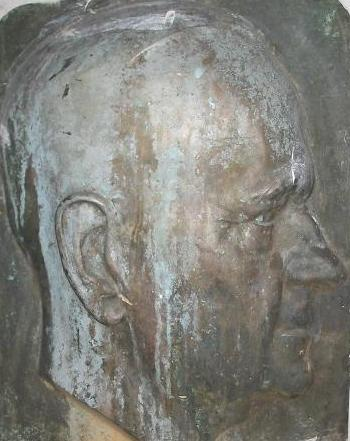
ベルリンにあるシューマッハーのレリーフ

除隊して恩給を受ける身になったシューマッハーは1915年にハレ大学、ついでライプツィヒ大学、ベルリン大学で学業を再開。1919年に学業を終えて労働省に就職したが、その傍ら学業を続けて1926年にはミュンスター大学に学位論文を提出して法学博士号を取得した。ハレ在学中に彼はその地で勢力の強かった独立社会民主党 (USPD) が組織したストライキを何度も目の当たりにしたが、その政治手法には疑問を持ち、政党とは距離を置いていた。しかし1916年に SPD 系の帰還兵団体に入会し、1918年には SPD に入党した。労働者政党であった SPD の中で、彼のような高学歴の人間はむしろ少数派だった。
1918年11月にドイツ革命が起きたときはベルリンにいたため、オットー・ブラウンらと共に労兵レーテ（評議会）の委員となった。シューマッハーは元来、帝政の支持者だったが、当時退役軍人や反ユダヤ主義者の間で広まっていた匕首伝説を信じる事は決して無かった。
その後 SPD 系新聞の編集者としてシュトゥットガルトに移住。1924年にヴュルテンベルク州議会議員に当選し、1928年からは党議員団長になった。その頃から既にナチスやドイツ共産党に対する舌鋒鋭い批判者になった。ナチスはともかくドイツ共産党を批判したのは、その党運営が民主的性格を欠くことやソビエト連邦の指導を受けていたためだった。
1930年には国会議員に初当選し、党勢を伸ばしていたナチスに激しく抵抗した。1933年についにナチスが政権を獲得すると、ナチスが提出し可決された全権委任法によってナチス以外の全政党が非合法化された。SPD 党首オットー・ヴェルスと共にこの法案に対する抵抗の急先鋒であったシューマッハーは、7月に逮捕された。「転向」の誓約書を書くことで釈放すると言われたものの峻拒したため強制収容所に送られ、9年9か月9日に及ぶ収容所生活でダッハウ強制収容所など数か所を転々とした。1943年に重病を理由にいったん釈放されたが、翌年末に再度捕えられ、第二次世界大戦終戦時にイギリス軍によって解放された。

### SPD再建
戦後は西側占領地域において、SPD 再建の指導者となった。まだ占領軍によって政治結社が禁止されていた1945年5月、早くもハノーファーで地区代表に選出された。1945年10月5日から7日にかけて行われた党大会で、12年の断絶を経て SPD は正式に再建された。この大会にはイギリスにいた亡命 SPD のエーリッヒ・オレンハウアー、さらに東側のソ連占領地域からオットー・グローテヴォールも参加した。翌年ソ連の意を受けたグローテヴォールは共産党と SPD の統合を提案したが、西側 SPD は拒絶。結局東側では SPD と共産党が合同して SED（ドイツ社会主義統一党） となった。
一方シューマッハーは圧倒的な支持で西側 SPD の党首に選出された。シューマッハーは独裁的とも評された強力なリーダーシップで党を牽引し、党員には党議拘束に従うことを要求した。1946年、連合国軍軍政部はシューマッハーにヴュルテンベルク＝バーデン州の首相になることを提案したが、影響力を地方に限定されることを嫌ったシューマッハーは拒絶した。代わりに彼はイギリス軍占領地域の評議会議員に選出された。一方で軍政当局のやり方を批判してフランス軍当局から演説を禁止されたこともある。

### 政界のライオン

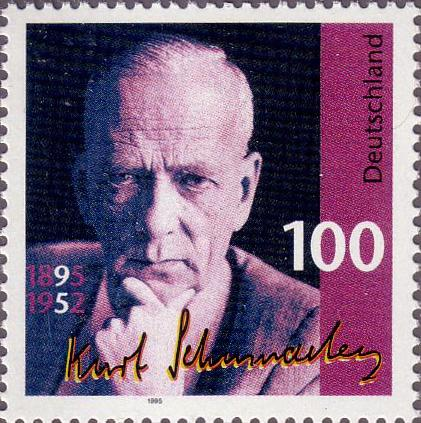
ドイツで発行されたシューマッハー生誕100年記念切手

1949年に新生西ドイツ初の総選挙でドイツ連邦議会議員に当選。しかし SPD は事前の予想に反し、僅差で第一党の座をキリスト教民主同盟 (CDU) に奪われた。SPD 党内には CDU との大連立を主張する声もあったがシュマッハーは拒絶。首相指名選挙で CDU のコンラート・アデナウアーと争ったが敗れた。その背景には、かつて SPD の地盤であった地域が東ドイツに編入されたことや、シューマッハーの健康への不安、有権者の広汎な反共・反社会主義感情があった（もっとも、シューマッハ自身は反共主義者であった）。同年行われた初代連邦大統領の選挙にも出馬したが、自由民主党候補のテオドール・ホイスに敗れた。
また、自身が後ろ盾につけていたイギリス、イタリア、日本も次第に「カリスマ性はあるが強権的」なシューマッハーから離れていった。
その後は野党第一党の指導者として、西側との関係を強化するアデナウアーの政策を、資本主義的であり、ドイツ統一を妨げるものとして批判し続けた。策士で老獪なアデナウアーが「狐」とあだ名されたのに対し、シューマッハーは「ライオン」と呼ばれた。シューマッハーは CDU などとの安易な妥協を許さない一方で、ヴァイマル共和政時代の不毛な党争を教訓として建設的な議論を心がけ、このことは戦後の西ドイツ政治を特徴付ける二大政党制の定着に繋がった。しかし、長い強制収容所暮らしの後遺症から1948年に血栓症で左足を切断するなどいっそう健康が悪化していた彼は、1952年に急死した 。強烈なカリスマ性から敵も多かったが、その死を惜しむ群集がボンからハノーファーの墓所に向かう彼の葬列を見送った。

## 人物
個人的にフェルディナント・ラッサールに近い思想を持っていた。階級闘争に対する批判的思考から、マルクス主義に対して否定的だった。
欧州懐疑主義的な姿勢はしばしば、対立と孤立を招いたとして批判的に捉えられる事がある。